# Johann Philipp Lefèvre
Johann Philipp Lefèvre (* 1676 in Lübeck; † 12. Mai 1755 ebenda) war ein deutscher Kaufmann und Ratsherr der Hansestadt Lübeck.

## Leben
Lefèvre war Sohn des Lübecker Kaufmanns Dietrich Lefèvre († 1683) und ein Neffe des Lübecker Ratsherrn Adolf Lefèvre. Er bewährte sich als junger Kaufmann und bereiste ab 1691 Narva, Nowgorod und kehrte über Riga und Danzig, wo er bis 1702 tätig war, in seine Heimatstadt zurück. Mit seinem Bruder Dietrich († 1734) führte er dann gemeinsam das väterliche Geschäft. Lefèvre war Mitglied der Lübecker Schonenfahrer und wurde aus deren Reihen 1749 in den Lübecker Rat erwählt.

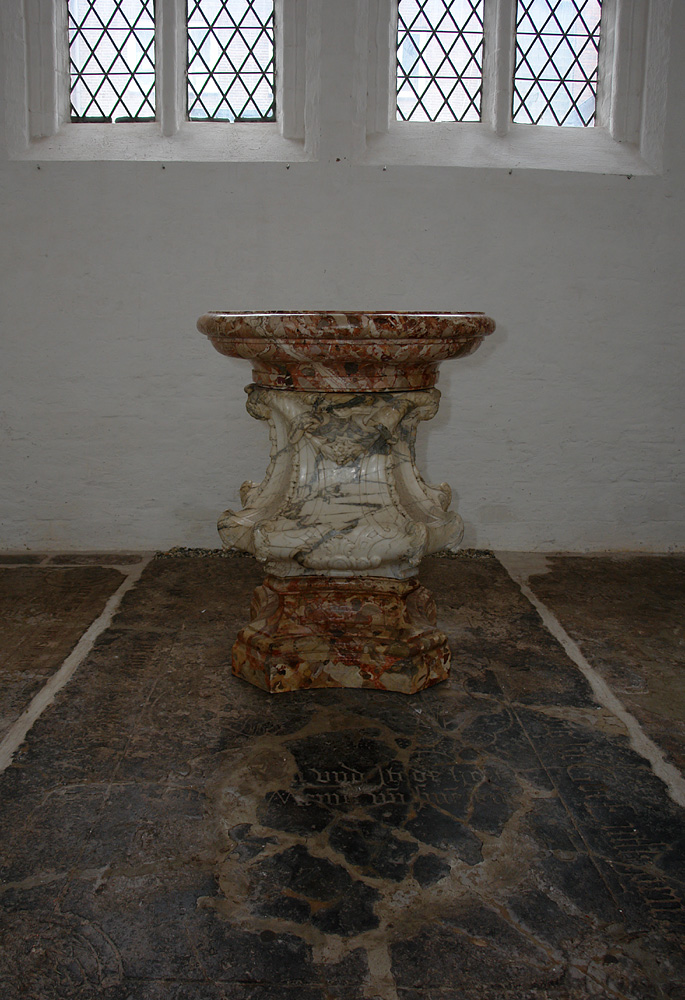
Von Lefèvre gestifteter Taufstein

Johann Philipp Lefèvre und seine Ehefrau stifteten der Petrikirche zu Lebzeiten Lefèvres 1743 das barocke Taufbecken aus Marmor, welches als einer der wenigen Ausstattungsgegenstände der Kirche den Luftangriff auf Lübeck 1942 mit Beschädigungen überstand und erhalten blieb. Auch seine bereits 1734 zur Zweitverwendung erworbene Grabplatte mit der Inschrift „Johan Philip Lefever und seinen erben erblich Anno 1734“ blieb in St. Petri erhalten.
Lefèvre war verheiratet einer Tochter des Advokaten Andreas Bilderbeke, einem Bruder des Ratsherrn und Schonenfahrers Hermann Bilderbeke.